# Cusago
Cusago é uma comuna italiana da região da Lombardia, província de Milão, com cerca de 3.046 habitantes. Estende-se por uma área de 11 km², tendo uma densidade populacional de 277 hab/km². Faz fronteira com Milano, Cornaredo, Settimo Milanese, Bareggio, Cisliano, Trezzano sul Naviglio, Gaggiano.

## Demografia
| Variação demográfica do município entre 1861 e 2011                               |
|                                                                                   |
| Fonte: Istituto Nazionale di Statistica (ISTAT) - Elaboração gráfica da Wikipedia |